# Theodorus Gijsbertus Maria Smits
Jhr. mr. Theodorus Gijsbertus Maria Smits, heer van Eckart en in Oyen (Eindhoven, 8 februari 1860 - Utrecht, 9 augustus 1919) was een provinciaal bestuurder.
Hij was lid van de familie Smits en een zoon van Johannes Theodorus Smits van Oyen (1823-1898), burgemeester van Eindhoven en lid van de Eerste Kamer, en Johanna Hendrika Heere (1834-1914). Zijn ouders woonden op Soeterbeek.
In 1899 kocht hij het landgoed Eckart en richtte dat op een paleisachtige wijze in, met aristocratische interieurs en indrukwekkende oprijlanen. Hij werd in 1909 verheven in de Nederlandse adel, nadat de tak Smits van Eckart in mannelijke lijn was uitgestorven. Hij was lid van de Gedeputeerde Staten van Noord-Brabant.
Smits trouwde in 1887 in Maastricht met Josephine Wilhelmine Theresia Hubertine Regout (1860-1945), dochter van de ondernemer en politicus Hubert Gérard Louis Regout. Het echtpaar kreeg drie kinderen:
- jhr. mr. Johannes Theodorus Maria Smits van Oyen (1888-1978)
- jkvr. Louise Smits van Oyen (1890-1976), trouwt 1913 mr. Godfried Roderic baron van Voorst tot Voorst (1886-1967)
- jkvr. Theresia Smits van Oyen (1894-1932), trouwt 1921 mr. Eduard Hendrik baron van Voorst tot Voorst (1892-1972)